# Ruth Prawer Jhabvala
Ruth Prawer Jhabvala (ur. 7 maja 1927 w Kolonii, zm. 3 kwietnia 2013 w Nowym Jorku) – brytyjsko-amerykańska pisarka i scenarzystka filmowa pochodzenia żydowskiego. Laureatka Nagrody Bookera oraz dwukrotna zdobywczyni Oscara. Odznaczona Komandorią Orderu Imperium Brytyjskiego (CBE).

## Życiorys
Urodziła się w Niemczech w rodzinie polsko-niemieckich Żydów. W latach 30. mieszkała z rodzicami we Lwowie. Tuż przed wojną w 1939 udało im się wyjechać do Wielkiej Brytanii. W 1948 otrzymała obywatelstwo brytyjskie, a w 1951 poślubiła indyjskiego architekta, Cyrusa H. Jhabvalę i zamieszkała w Nowym Delhi w Indiach.
Debiutowała utworami opisującymi jej nowe życie. Na początku lat 60. rozpoczęła współpracę z reżyserem Jamesem Ivorym i producentem Ismailem Merchantem, w ramach Merchant Ivory Productions. Była scenarzystką lub współscenarzystką wielu filmów Ivory’ego, akcja części z nich rozgrywa się w Indiach.
W 1975 jej powieść W upale i kurzu zdobyła Nagrodę Bookera, a ona sama wyjechała do Nowego Jorku. Od tamtej chwili dzieliła swój czas między Stany Zjednoczone i Indie.
W połowie lat 80. dzieła Ivory’ego, często będące adaptacją wybitnych brytyjskich utworów literackich, zaczęły święcić triumfy na festiwalach filmowych. W 1986 zdobyła swego pierwszego Oscara, za scenariusz Pokoju z widokiem, napisany w oparciu o powieść E.M. Forstera o tym samym tytule. Drugą Nagrodę Akademii Filmowej zdobyła w tej samej kategorii (najlepszy scenariusz adaptowany) w 1992 (Powrót do Howards End, ponownie na podstawie powieści Forstera). Ponadto nominowano ją do statuetki za Okruchy dnia (Kazuo Ishiguro).
Na potrzeby filmu przerabiała także własne utwory prozatorskie.

## Nagrody
- Nagroda Akademii Filmowej
  - Najlepszy scenariusz adaptowany: 1987 Pokój z widokiem
  - 1993 Powrót do Howards End
- Nagroda BAFTA Najlepszy scenariusz adaptowany: 1984 W upale i kurzu